# Кузева, София
София Петрова Кузева-Чернева (род. 16 июня 1967, Смолян, НРБ) — болгарская актриса

, известная русскоязычному зрителю по роли Кати в фильме «Искусство жить в Одессе».

## Биография
Родилась 16 июня 1967 года в Смоляне в семье инженера Маргариты Кузевой и актёра Петра Кузева.
С 1989 года работала в театре «София». В 1993 году вышла замуж за актёра Панчо Чернева, с которым имеет дочь. С 1996 года живёт и работает в Германии.

## Фильмография
- 1988 — Вчера (Болгария) — Дана
- 1988 — Ако можеш, забрави (Болгария) — Ева
- 1989 — Искусство жить в Одессе (СССР — Франция) — Катя
- 1989 — Очите плачат различно (Болгария) — Вера
- 1989 — Разводи, разводи (Болгария) — Младоженката
- 1990 — Немирната птица любов (Болгария)
- 1990 — Чиполино (Болгария) — Чиполлино
- 1991 — На брега на морето (Болгария-Чехословакия)
- 1991 — Хоризонтален пейзаж (Болгария)
- 1992 — Вампир (Болгария)
- 1998 — Пет минути (Германия)
- 2007 — Дочь (Австрия; в титрах — София Чернева [Sofia Tchernev])